# Норт Рандал (Охајо)
Норт Рандал (енгл. North Randall) град је у америчкој савезној држави Охајо.

## Демографија
По попису из 2010. године број становника је 1.027, што је 121 (13,4%) становника више него 2000. године.
| Група             | 2000.       | 2010.       |
| Белци             | 159 (17,5%) | 102 (9,9%)  |
| Афроамериканци    | 650 (71,7%) | 886 (86,3%) |
| Азијати           | 9 (1,0%)    | 13 (1,3%)   |
| Хиспаноамериканци | 66 (7,3%)   | 7 (0,7%)    |
| Укупно            | 906         | 1.027       |